# Radykalizacja

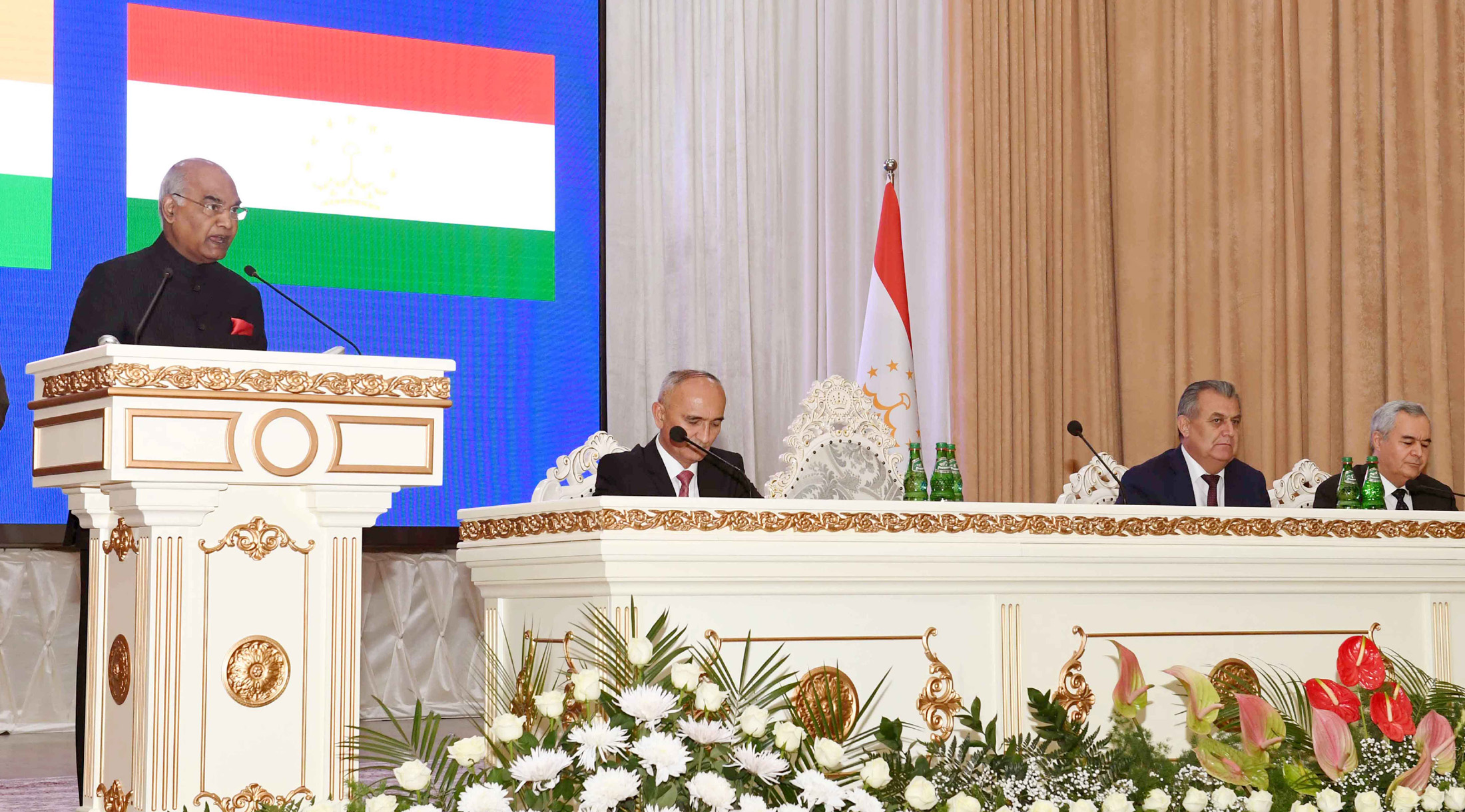
Prezydent Indii, Shri Ram Nath Kovind, wygłasza wykład na temat „Przeciwdziałanie radykalizacji: wyzwania we współczesnych społeczeństwach” na Tadżyckim Uniwersytecie Narodowym w Duszanbe, Tadżykistan, 8 października 2018

Radykalizacja – proces, w którym jednostka lub grupa osób nabiera radykalnych poglądów. Radykalizacja może się łączyć ze wzrostem akceptacji zradykalizowanej osoby dla stosowania przemocy wobec innych grup społecznych lub osób. Często łączy się z pojęciami ekstremizmu i terroryzmu.